# Szepessy család

A négyesi Szepessy család címere (a Siebmacher féle könyvből)

A négyesi nemes és báró Szepessy család az ősi magyar családok egyike. A hagyomány szerint a Zoárd nemzetségből származik.

## Története
1241-ben említik először ezt a családot, amikor Szepesi Rugach unokái, Jakab és Ivánka Füged birtokát vették meg. A családnév a Bihar vármegyei Szepes faluból ered, de ez a falu ma már nem létezik. A Szepessyek pontos leszármazása csak a XVI. századtól, Szepessy Pétertől ismert. Péter felesége Daróczy Zsófia volt, akivel hozományként kapta a Borsod vármegyei Négyes birtokot. Ezután a család Négyesre költözött át, innen is vették később az előnevüket. Az említett Péter dédunokája, László, 1775-ben bárói ragot kapott Mária Teréziától. Ennek a Lászlónak egyik unokája, a család talán legnevesebb tagja, Ignác, pécsi megyés püspök lett. A Szepessy család bárói ága 1882-ben férfiágon kihalt, de a köznemesi ág ma is él.
Lövey Albert szatmári nemes feleségének, Szepessy Anglétának felmenői a 15. századtól (oklevelek alapján összeállította egy leszármazott): 
Szepessy János szatmár megyei paposi birtokos és Káta nembeli Csernavodai Ilona, 1409 – Szepessy László és Csernavodai Klára (Csernavodai György és Kaplon nembeli Tákosi Ilona), 1425 – Szepessy István és Hont-Pázmány nembeli Zoárdffy Margit, 1454 – Szepessy Miklós és Ákos nembeli Pocsaji Katalin (Pocsaji János és Gut-Keled nembeli Várday Zsuzsanna, apja Pelbárt a Sárkány-rend tagja, anyai nagyapja Báthory György kinek nagyapja Báthory Bereck és Csák nembeli Nadabi Margit), 1493 – Szepessy György, egri várvédő és négyesi birtokos, 1553 – Szepessy Péter – Szepessy Péter és Örsúr nembeli Daróczy Zsófia, – Szepessy Angléta és Lövey Albert, új címeres nemeslevél 1650. kihirdette Borsod vármegye, – Lövey András és Besenyei Anna 1700 Tarnazsadány, – Lövey Albert és Csintalan Anna 1744 Tarnazsadány, – Lövey Ferenc és Tóth Borbála 1786 Boconád

## A Szepessy család kiemelkedőbb tagjai
- négyesi Szepessy András (Miskolc, 1875. szeptember 1. – Rarance, Bukovina, 1916. január 11.), császári és királyi kamarás, a Mária Terézia-rend lovagja, királyi ezredbeli őrnagy, nyékládházi földbirtokos.
- dr. négyesi Szepessy Géza (Sóstófalva, 1895. Október 30.– Miskolc, 1969. június 22.), cs. és kir. huszárzászlós, honvédelmi minisztériumi miniszteri tanácsos, országgyűlési képviselő, a Hadisegély Osztály helyettes vezetője, Borsod vármegye főszolgabírája, johannita lovag (1926–tól), földbirtokos.
- négyesi Szepessy Péter (Kazsó, Zemplén vármegye, 1819. december 26.– Miskolc, 1872. augusztus 22.), országgyűlési képviselő, 1848-as honvéd hadnagy, zemplénmegyei szolgabíró, földbirtokos.